# Basti (Inde)
Pour les articles homonymes, voir Basti.
Basti est une ville indienne située dans le district de Basti dans l'État de l'Uttar Pradesh. En 2001, sa population était de 114 651 habitants.

## Source de la traduction
- (en) Cet article est partiellement ou en totalité issu de l’article de Wikipédia en anglais intitulé « Basti, Uttar Pradesh » (voir la liste des auteurs).